# Cesare Benedetti (vescovo)
Cesare Benedetti (Pesaro, 1539 – Pesaro, 6 febbraio 1609) è stato un vescovo cattolico italiano.

## Biografia
Nacque a Pesaro, nel Ducato di Urbino, nel 1539, discendente da una famiglia che aveva dato i natali a un altro vescovo di Pesaro, Giovanni.
Fu tra i precettori del duca di Urbino Francesco Maria II della Rovere, col quale lesse tutte le opere di Aristotele.
Il 28 maggio 1586 papa Sisto V lo nominò vescovo di Pesaro. Ricevette la consacrazione episcopale nella cattedrale di Pesaro il 29 giugno seguente dalle mani del vescovo Paolo Mario della Rovere, vescovo di Cagli, co-consacranti i vescovi Francesco Maria Enrici, vescovo di Senigallia, e Gianfrancesco Sormani, vescovo di Montefeltro. 
Durante il suo episcopato si distinse per la riforma del seminario vescovile, fondato dal predecessore Giulio Simonetta. 
Morì nella città natale nel febbraio 1609.

## Genealogia episcopale
La genealogia episcopale è:
- Vescovo Paolo Mario della Rovere
- Vescovo Cesare Benedetti